# Ambasciata d'Italia a Brasilia
L'Ambasciata d'Italia a Brasilia è la missione diplomatica della Repubblica Italiana nella Repubblica Federale del Brasile.
La sede dell'ambasciata si trova a Brasilia nel "Setor de Embaixadas Sul". Il palazzo fu progettato da Pier Luigi Nervi su incarico diretto dall'allora ministro degli Affari Esteri Pietro Nenni.
Nel 1958 il governo del Brasile aveva donato appezzamenti di terreno di 25.000 metri quadrati ai Paesi amici affinché potessero costruire le nuove sedi delle rispettive ambasciate. Tuttavia, il trasferimento delle ambasciate da Rio de Janeiro a Brasilia sarebbe avvenuto diversi anni dopo: infatti le opere di costruzione della nuova sede dell'ambasciata italiana cominciarono nel 1974 e furono concluse soltanto nel 1977. L'inaugurazione ebbe luogo il 2 giugno 1977 con il primo ricevimento ufficiale.

## Collezioni d’arte
Nell'Ambasciata d'Italia in Brasile è esposto il dipinto di Salvatore Garau intitolato Grigio con titolo (2003), un'opera realizzata in acrilico su PVC, delle dimensioni di 70 x 200 cm, acquisita dal Ministero degli affari esteri e della cooperazione internazionale italiano.